# وسيرين
وسيرين (بالفارسية: وسیرین) هي قرية تقع في قسم هوديان الريفي (مقاطعة دلغان) في إيران. يقدر عدد سكانها بـ 38 نسمة بحسب إحصاء 2016.